# Orquestra Sinfônica de Praga
A Orquestra Sinfônica de Praga foi fundada em 1934 por Rudolf Pekárek. A orquestra gravou filmes na década de 1930 e em 1942 Václav Smetáček tornou-se maestro chefe da orquestra, permanecendo no posto por trinta anos.

## Maestros
- Václav Smetáček (1942-1972)
- Ladislav Slovák (1972-1976)
- Jindřich Rohan (1976-1977)
- Jiří Bělohlávek (1977-1990)
- Petr Altrichter (1990-1992)
- Martin Turnovský (1992-1995)
- Gaetano Delogu (1995-1998)
- Serge Baudo (2001-2006)
- Jiří Kout (2006-present)